# XIX легион
XIX легион (лат. Legio XIX) — римский легион эпохи республики и империи. Был основан, вероятно, в 41/40 году до н. э. Предположительно, подразделение участвовало в гражданских войнах последних лет республики, походах в Германию. Легион был разгромлен в Тевтобургском лесу в 9 году. Возможно, имел прозвище «Германский» или «Галльский».
Эмблема легиона неизвестна.

## История легиона
История XIX легиона известна по отрывочным свидетельствам и поэтому является неполной. Во время гражданской войны 49—45 годов до н. э. на стороне Гая Юлия Цезаря и Гнея Помпея Великого сражались легионы с порядковыми номерами XIX, но их дальнейшую судьбу проследить не представляется возможным. Существует мнение, что легионы Цезаря, которыми командовал Гай Скрибоний Курион, были уничтожены в Африке, однако это опять-таки лишь гипотеза. Но более вероятно, что XIX легион был основан в 41 или 40 году до н. э. после битвы при Филиппах, во время которой были разгромлены убийцы Цезаря Брут и Кассий. Его основателем, как представляется, был наследник Цезаря Октавиан, нуждавшийся в пополнении своего войска, чтобы положить конец владычеству Секста Помпея на Сицилии, которое угрожало прекратить поставки зерна в Рим. Новый легион, возможно, состоял из ветеранов армии Кассия и Брута, которые были включены в армии своих бывших противников. Другие солдаты, очевидно, были набраны в Этрурии, где в 30 году до н. э. ветераны девятнадцатого были поселены в окрестностях Пизы. Хотя Октавиан является наиболее вероятным создателем этого легиона, но не исключено, что он был основан Марком Антонием, который чеканил монеты с упоминанием XIX Морского легиона (лат. Legio XIX Classica). Есть предположение, что XIX легион находился в Аквитании после сражения при Акциуме в 31 году до н. э. Железный фрагмент катапульты с клеймом легиона, найденный в Доттенбихле (близ Обераммергау в Баварии) позволяет сделать вывод, что подразделение входило в состав римской армии, участвовавшей в Альпийских походах. В то время, как свидетельствует надпись на ободе колеса, найденном в Дангстеттене на Верхнем Рейне, легатом легиона был Публий Квинтилий Вар. В конце 60-х годов XX века три повозки были обнаружены в Дангстеттене, где, по всей видимости, дислоцировался легион в период с 15 по 8 год до н. э.
В Германии XIX легион мог принимать участие в походах Тиберия. Первоначально он базировался в Алтаре убиев и Новезии, а затем переведен в Обераден и Хальтерн. В Хальтерне в ходе раскопок, проведенных в 1971 году, были обнаружены западные ворота бывшего главного лагеря легиона, а в яме на Via Principalis свинцовый слиток массой 64 килограмм с надписью LXIX (= Legio XIX). В 6 году Тиберий повел армию из восьми легионов (VIII Августов, XV Аполлонов, XX Валериев Победоносный, XXI Стремительный, XIII Парный, XIV Парный и XVI Галльский и ещё один неизвестный) против царя маркоманнов Маробода с юга в то же время как I Германский, V Жаворонков, XVII, XVIII и XIX должны атаковать с севера. Этой грандиозной операции помешало Великое Иллирийское восстание.
Спустя три года, XIX легион был уничтожен вместе с XVII и XVIII легионами в Тевтобургском лесу во время битвы с восставшими германцами, над которыми предводительствовал Арминий. В сражении погиб также и наместник Германии Публий Квинтилий Вар. Орел легиона был возвращен в 15 году Луцием Стертинием в ходе похода против бруктеров. В память о несчастье, постигшем XIX легион, его номер больше не присваивался другим легионам.
Несколько человек, служивших в XIX легионе, известны по именам: военный трибун Гней Лерий Флакк из умбрийского города Фульгинии, центурион Секст Абулений родом из умбрийского города Урбин Матаврийский, два легионера — Марк Вирций из этрурийского города Луна и Луций Арторий из Равенны. Неизвестно, в каком звании был Секст Анквиринний, чей могильный камень был установлен в Порте Пизане.